# 20. ceremonia wręczenia Independent Spirit Awards
20. ceremonia wręczenia niezależnych nagród Independent Spirit Awards za rok 2004, odbyła się 26 lutego 2005 roku na plaży w Santa Monica.
Nominacje do nagród ogłoszone zostały 1 grudnia 2004 roku.
Galę wręczenia nagród poprowadził Samuel L. Jackson.

## Laureaci i nominowani
Laureaci nagród wyróżnieni są wytłuszczeniem

### Najlepszy film niezależny
- Michael London – Bezdroża
  - Mario Van Peebles – Badasssss
  - Gail Mutrux – Kinsey
  - Paul S. Mezey – Maria łaski pełna
  - Shane Carruth – Wynalazek

### Najlepszy film zagraniczny
- W stronę morza
  -  Złe wychowanie
  -  Oasis
  -  Red Lights
  -  Yesterday

### Najlepszy reżyser
- Alexander Payne – Bezdroża
  - Shane Carruth – Wynalazek
  - Joshua Marston – Maria łaski pełna
  - Walter Salles – Dzienniki motocyklowe
  - Mario Van Peebles – Badasssss

### Najlepszy scenariusz
- Alexander Payne i Jim Taylor – Bezdroża
  - Mario Van Peebles i Dennis Haggerty – Badasssss
  - Richard Linklater, Julie Delpy i Ethan Hawke – Przed zachodem Słońca
  - Tod Williams – Drzwi w podłodze
  - Bill Condon – Kinsey

### Najlepsza główna rola żeńska
- Catalina Sandino Moreno – Maria łaski pełna
  - Kimberley Elise – Woman Thou Art Loosed
  - Vera Farmiga – Aż do kości
  - Judy Marte – On the Outs
  - Kyra Sedgwick – Jaskinie serca

### Najlepsza główna rola męska
- Paul Giamatti – Bezdroża
  - Kevin Bacon – Zły dotyk
  - Jeff Bridges – Drzwi w podłodze
  - Jamie Foxx – Odkupienie
  - Liam Nesson – Kinsey

### Najlepsza drugoplanowa rola żeńska
- Virginia Madsen – Bezdroża
  - Cate Blanchett – Kawa i papierosy
  - Loretta Devine – Woman Thou Art Loosed
  - Robin Simmons – Robbing Peter
  - Yenny Paola Vega – Maria łaski pełna

### Najlepsza drugoplanowa rola męska
- Thomas Haden Church – Bezdroża
  - Jon Gries – Napoleon Wybuchowiec
  - Aidan Quinn – Jaskinie serca
  - Roger Robinson – Brother to Brother
  - Peter Sarsgaard – Kinsey

### Najlepszy debiut
(Nagroda dla reżysera)

Reżyser − Tytuł filmu
- Zach Braff – Powrót do Garden State
  - Rodney Evans – Brother to Brother
  - Jared Hess – Napoleon Wybuchowiec
  - Ryan Little – Na tyłach wroga
  - Nichole Kassell – Zły dotyk

### Najlepszy debiutancki scenariusz
- Joshua Marston – Maria łaski pełna
  - Zach Braff – Powrót do Garden State
  - Rodney Evans – Brother to Brother
  - Shane Carruth – Wynalazek
  - Mario F. de la Vega – Robbing Peter

### Najlepszy debiut aktorski
- Rodrigo de la Serna – Dzienniki motocyklowe
  - Anthony Mackie – Brother to Brother
  - Louie Olivos Jr. – Robbing Peter
  - Hannah Pilkes – Zły dotyk
  - David Sullivan – Wynalazek

### Najlepsze zdjęcia
- Eric Gaultier – Dzienniki motocyklowe
  - Tim Orr – Dmuchawiec
  - David Greene – Odkupienie
  - Ryan Little – Na tyłach wroga
  - Maryse Alberti – Już tu nie mieszkamy

### Najlepszy dokument
- Some Kind of Monster
  - Bright Leaves
  - Chisholm '72: Unbought & Unbossed
  - Hiding and Seeking: Faith and Tolerance After the Holocaust
  - Tarnation

### Nagroda Johna Cassavetesa
(przyznawana filmowi zrealizowanemu za mniej niż pięćset tysięcy dolarów)
Tytuł filmu
- Mean Creek
  - Aż do kości
  - On the Outs
  - Robbing Peter
  - Unknown Soldier

### Nagroda producentów „Piaget”
(8. rozdanie nagrody producentów dla wschodzących producentów, którzy, pomimo bardzo ograniczonych zasobów, wykazali kreatywność, wytrwałość i wizję niezbędną do produkcji niezależnych filmów wysokiej jakości.
Nagroda wynosi 25 000 dolarów ufundowanych przez sponsora Piaget)
- Gina Kwon − The Good Girl, Ty i ja i wszyscy, których znamy i The Motel
  - Danielle Renfrew − Listopad i Groove
  - Sean Covel i Chris Wyatt  − Napoleon Wybuchowiec i Think Tank

### Nagroda „Ktoś do pilnowania”
(11. rozdanie nagrody „Ktoś do pilnowania”; nagroda przyznana zostaje utalentowanemu reżyserowi z wizją, który nie otrzymał jeszcze odpowiedniego uznania. Nagroda wynosi 25 000 dolarów)

(Reżyser − Film)
- Jem Cohen − Chain
  - Bryan Poyser − Dear Pillow
  - Jennifer Reeves − The Time We Killed

### Nagroda „Prawdziwsze od fikcji”
(10. rozdanie nagrody „Prawdziwsze od fikcji”; nagroda przyznana została wschodzącemu reżyserowi filmu non-fiction, który jeszcze nie otrzymał uznania. Nagroda wynosi 25 000 dolarów)

- Born into Brothels
  - Chisholm '72: Unbought & Unbossed
  - Control Room
  - Farmingville